# Geniostoma gagneae
Geniostoma gagneae là một loài thực vật thuộc họ Loganiaceae. Đây là loài đặc hữu của Polynésie thuộc Pháp.